# Jaspilit

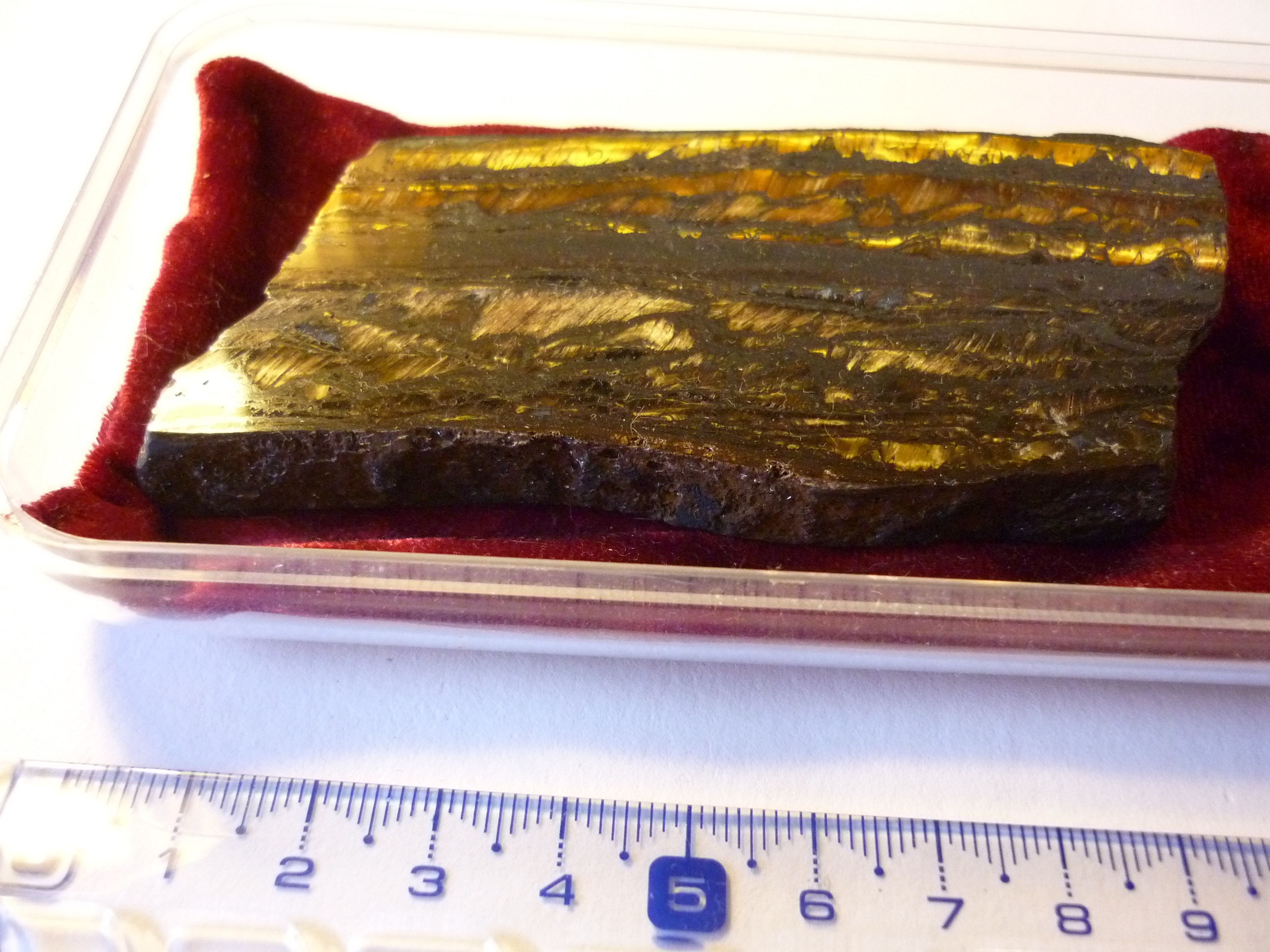
Jaspilit pochodzący z Australii

Jaspilit – zmetamorfizowana skała osadowa o wstęgowej strukturze, należąca do wstęgowych rud żelazistych. Głównymi składnikami jaspilitu są kwarc, hematyt oraz magnetyt. Barwa czerwono-czarna, niekiedy złotawo-czarna.
Jaspility są cennymi rudami żelaza. Ich złoża występują m.in. w Kanadzie, Niemczech, Norwegii i USA. Są to skały prekambryjskie, nie powstawały w fanerozoiku.